# Moschiano
Moschiano ist eine italienische Gemeinde mit 1573 Einwohnern (Stand 31. Dezember 2023) in der Provinz Avellino in der Region Kampanien. Sie ist Teil der Bergkommune Comunità Montana Partenio - Vallo di Lauro.

## Geografie
Die Nachbargemeinden sind Forino, Lauro, Monteforte Irpino, Quindici und Taurano.